# Arachnoscelis magnifica
Arachnoscelis magnifica är en insektsart som beskrevs av Morgan Hebard 1927. Arachnoscelis magnifica ingår i släktet Arachnoscelis och familjen vårtbitare. Inga underarter finns listade i Catalogue of Life.